# Magdalena Augusta Anhaltsko-Zerbstská
Magdalena Augusta Anhaltsko-Zerbstská (13. října 1679 – 11. října 1740) byla anhaltsko-zerbstskou princeznou a sňatkem s Fridrichem II. sasko-gothajsko-altenburskou vévodkyní.

## Rodina
Narodila se jako nejmladší potomek knížete Karla Anhaltsko-Zerbstského a Žofie Sasko-Weissenfelské. 17. června 1696 se Magdalena provdala za Fridricha II. Sasko-Gothajsko-Altenburského, který se stal vévodou v roce 1691. Z láskyplného manželství se narodilo dvacet dětí, jedenáct z nich však zemřelo v dětském věku.
- Žofie (30. 5. 1697 Gotha – 29. 11. 1703 tamtéž)[1]
- Fridrich III. (14. dubna 1699 – 10. března 1772), ⚭ 1729 Luisa Dorotea Sasko-Meiningenská (10. srpna 1710 – 22. října 1767)
- syn (*/† 22. 4. 1700 Gotha)[2]
- Vilém (12. 3. 1701 Gotha – 31. 5. 1771 Tonna), manž. 1742 Anna Holštýnsko-Gottorpská (3. 2. 1709 Schleswig – 2. 2. 1758 Tonna)[3][4]
- Karel Fridrich (20. 9. 1702 Gotha – 21. 11. 1703 tamtéž)[5]
- dcera (*/† 8. 5. 1703 Gotha)[6]
- Jan August (17. 2. 1704 Gotha – 8. 5. 1767 Roda), manž. 1752 Luisa Reuss-Schleiz (3. 7. 1726 Bad Staffelstein – 28. 5. 1773 Roda)[7]
- Kristián (27. 2. 1705 Gotha – 5. 3. 1705 tamtéž)[8]
- Kristián Vilém (28. 5. 1706 Gotha – 19. 7. 1748 Roda), manž. 1742 Luisa Reuss-Schleiz (po jeho smrti manželka jeho staršího bratra Jana Augusta)[9]
- Ludvík Arnošt (28. 12. 1707 Gotha – 13. 8. 1763 tamtéž), svobodný a bezdětný[10]
- Emanuel (5. 4. 1709 Gotha – 10. 10. 1710 tamtéž)[11]
- Mořic (11. 5. 1711 Altenburg – 3. 9. 1777 tamtéž), svobodný a bezdětný[12]
- Žofie (24. 8. 1712 Altenburg – 12. 11. 1712 tamtéž)[13]
- Karel (17. 4. 1714 Gotha – 10. 7. 1715 tamtéž)[14]
- Bedřiška (17. 7. 1715 Gotha – 12. 5. 1775 Karlovy Vary), manž. 1702 kníže Jan August Anhaltsko-Zerbstský (8. 8. 1677 Zerbst – 7. 11. 1742 tamtéž)[15][16]
- syn (*/† 30. 11. 1716 Gotha)[17]
- Magdalena Sibyla Sasko-Gothajsko-Altenburská (*/† 15. 8. 1718 Gotha – 9. 11. 1718 tamtéž)[18]
- Augusta Sasko-Gothajská (30. 11. 1719 Gotha – 8. 2. 1772 Londýn), manž. 1736 princ Frederik Ludvík Hannoverský (1. 2. 1707 Hannover – 31. 3. 1751 Londýn), princ z Walesu a vévoda z Edinburghu[19]
- Johan Adolf Sasko-Gothajsko-Altenburský (18. 5. 1721 Gotha – 29. 4. 1799 Eisenberg), manž. (morganatické) Marie Schauer (25. 10. 1732 – 31. 1. 1779)[20]

Magdalena Augusta zemřela 11. října 1740 ve věku šedesáti let. Spočinula po boku svého manžela v kryptě zámeckého kostela v paláci Friedenstein ve městě Gotha.